# Biserica „Învierea Domnului” din Baia de Arieș
Biserica „Învierea Domnului” din Baia de Arieș este un monument istoric aflat pe teritoriul orașului Baia de Arieș. În Repertoriul Arheologic Național, monumentul apare cu codul 2924.01.